# Jean-Baptiste Champion de Cicé

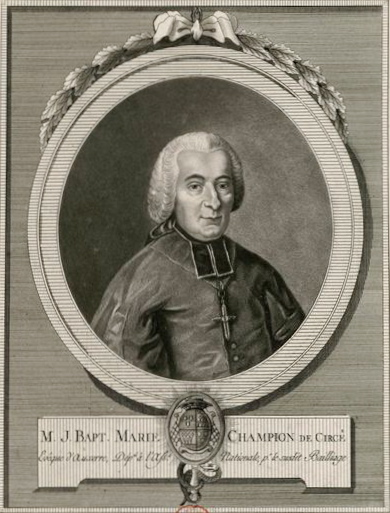
Erzbischof Jean-Baptiste Champion de Cicé (1789)

Jean-Baptiste Champion de Cicé (* 10. Februar 1725 in Rennes; † 6. August 1805 in Halberstadt) war ein französischer römisch-katholischer Erzbischof und Politiker.

## Leben
Jean-Baptiste-Marie Champion de Cicé entstammte einer bretonischen Adelsfamilie aus dem Schloss Cicé (südlich von Rennes, heute in Bruz). Sein jüngerer Bruder Jérôme Champion de Cicé war Erzbischof und Politiker. Sein Bruder Louis-Toussaint Champion de Cicé war Chef d’escadre des armées navales. Die Ordensgründerin Adélaïde-Marie Champion de Cicé war seine jüngere Schwester. Der Missionar Louis Champion de Cicé war sein Großonkel.
Er studierte Theologie in Paris und wurde bereits 1746 als Kommendatarabt der Abtei von Landévennec eingesetzt. Das Datum der erst später erfolgten Priesterweihe ist nicht bekannt. Erzbischof Frédéric-Jérôme de la Rochefoucauld de Roye von Bourges wählte ihn zum Generalvikar. 1758 wurde er im Alter von 33 Jahren zum Bischof von Troyes und 1761 zum Bischof von Auxerre ernannt. Dort bekämpfte er erfolgreich den von dem Vorvorgänger eingeführten Jansenismus. 1779 wurde er noch Kommendatarabt der Abtei Molesme. 1789 war er Deputierter bei den Generalständen und anschließend in der Konstituante, dies durchgehend in der Opposition. 1790 begab er sich auf eine Badereise nach Bad Ems und Aachen, von der er nicht mehr nach Frankreich zurückkehrte. Sein Bistum ging ab dem 13. November 1790 de facto im Erzbistum Sens auf. 1792 wurde er in Frankreich als Emigrant betrachtet. Er ließ sich im Franziskanerkloster Halberstadt nieder und starb dort 1805 im Alter von 80 Jahren. Er erlebte noch die offizielle Auflösung seines Bistums im Jahre 1801.

## Veröffentlichungen
- Oraison funèbre de Mgr Louis, dauphin, prononcée le 12 mai 1766 devant l'assemblée générale du clergé de France dans l'église des Grands-Augustins. G. Desprez, Paris 1766. (über Louis Ferdinand de Bourbon, dauphin de France, ältester Sohn von König Ludwig XV.)